# Xu Huang
Pour les articles homonymes, voir Huang.
Dans ce nom chinois, le nom de famille, Xu, précède le nom personnel.
Xu Huang ( 徐晃 , pinyin Xú Huàng ) (169 - 227) était un important général sous les ordres du seigneur de guerre Cao Cao et de son successeur Cao Pi durant le déclin de la dynastie Han et la période des Trois Royaumes de Chine. Il est connu pour avoir remporté la bataille qui brisa le siège de Fangcheng en 219.
Chen Shou, auteur des Chroniques des Trois Royaumes, considérait Xu Huang parmi les cinq meilleurs généraux du Royaume de Wei, avec Zhang Liao, Yue Jin, Zhang He et Yu Jin.
Il est un viel ami de Man Chong.
Il possède un très grand respect pour Guan Yu.

## Biographie
Né dans le comté de Yang ( 楊, aujourd'hui Hongdong, Shanxi) dans les années tardives de la dynastie Han orientale, Xu Huang a travaillé comme un agent d'administration locale dans sa jeunesse. Plus tard, il a suivi le général Yang Feng sur une campagne contre la rébellion des Turbans jaunes et a été nommé commandant de la cavalerie (騎都尉 Qí dūwèi).
En 196, après la mort du seigneur de guerre tyrannique Dong Zhuo, Xu Huang et Feng Yang ont escorté l'Empereur Xian de Chang'an à Luoyang, qui à ce moment-là était en ruines. La même année, Cao Cao est venu personnellement à Luoyang pour déplacer l'empereur à Xuchang. Xu Huang invita Feng Yang à rejoindre le camp de Cao Cao, mais Feng Yang n'a pas tenu compte des conseils. Au lieu de cela il a envoyé une force dans le but de tuer l'Empereur Xian. Cao Cao exerça des représailles et défit Yang Feng, après quoi Xu Huang lui-même céda à Cao Cao.
À la suite de cela, Xu Huang a participé à chaque campagne majeure que Cao Cao a entrepris, y compris les offensives contre Lu Bu, Yuan Shao, Ma Chao et Tadun. Xu Huang se montre très brave dans chacune d'entre elles, et est remarqué en particulier pour sa débrouillardise.
Pendant la campagne contre les héritiers du Yuan Shao en 203, le défenseur de la ville de Yiyang (易陽), initialement cédé, a changé de camps. Au vu d'un tel comportement, Xu Huang comprit que l'ennemi avait des doutes dans son cœur. Il a ensuite écrit une lettre de persuasion. Le défenseur a été touché par cette lettre et Xu Huang a conquis la ville sans effusion de sang.
En 215, Xu Huang était stationné à la passe de Yangping ( 陽平關 yangping guan) pour défendre Hanzhong contre les avancées de l'armée de Liu Bei, qui a tenté de couper les routes d'approvisionnement de la ville. Xu Huang a vu à travers le stratagème et a heurté l'ennemi de front. De nombreux soldats ennemis ont sauté hors les falaises en face à de l'attaque féroce de Xu Huang. La ville a été ensuite conservée sécurisée pour le moment.
Le moment le plus glorieux de Xu Huang dans sa carrière militaire est venue en la bataille de Fancheng en 219. Lorsque la ville de Fancheng (un quartier de la ville actuelle de Xiangfan, Hubei) fut assiégée par l'ennemi général Guan Yu et que la première force de secours dirigée par Yu Jin a été vaincue, Xu Huang a été envoyé avec une force d’allègement pour protéger la ville. Sachant que la plupart de ses soldats ont été mal formée, Xu Huang n'entra pas dans la bataille tout de suite mais tenta, derrière l'ennemi, d'imposer un effet de dissuasion. Entre-temps, il a indiqué à ses hommes de creuser des tranchées autour de la ville voisine ennemi de Yancheng (偃城) dans une prétention à couper les fournitures dans la ville. Les ennemis ont été trompés et abandonnèrent leur position. Plusieurs troupes de soutien sont arrivées et ont renforcé l'armée de Xu Huang qui déclencha enfin une attaque sur le camp de Guan Yu. Guan Yu conduisait personnellement 5000 cavaliers pour combattre les attaquants, mais a été finalement surpassé. Bon nombre de ses soldats ont été noyés dans la rivière Han. Le siège sur Fancheng était alors cassé. Lorsque Cao Cao entendit parler de la victoire, il a fait l'éloge de Xu Huang et l'a comparé au Directeur général de Sun Tzu et Tian Rangju.
Lors du retour de Xu Huang, Cao Cao a fait sept li hors de la ville pour lui, lui donnant plein de crédits pour la sécurisation. Au cours de la réception, les soldats d'autres commandants décalées environ afin d'obtenir une meilleure vue de Cao Cao, mais les hommes de Xu Huang se tenaient dans des fichiers propre stationnaires. Voyant cela, Cao Cao applaudi, « Général Xu a véritablement hérité le style de Yafu Zhou. »
Après le décès de Cao Cao en 220, Xu Huang a continué à être largement approuvé par le successeur de Cao Cao, Cao Pi. Il est fait général de la droite (右將軍) et le marquis de Yangping (陽平侯). Lorsque successeur de Cao Pi, Cao Rui prit le pouvoir en 227, il a envoyé Xu Huang pour défendre des Xiangyang contre l'invasion du Wu. Toutefois, Xu Huang est mort dans la même année en raison de maladie, laissant derrière lui une volonté exigeant un enterrement en civil. Cao Rui lui a donné le titre posthume de Marquis Zhuang (壯侯), ce qui signifie littéralement le marquis robuste. Il a réussi à ses bureaux par son fils, Xu Gai (徐該), qui, avec autres descendants de Xu Huang, a été donné aussi le titre de marquis.
¹Tian Ranju (田穰苴) était un général de l'État de Qi pendant la période des États warring.